# Napoleón José Carlos Bonaparte
Napoleón José, Príncipe Napoleón (Trieste, 9 de septiembre de 1822-Roma, 17 de marzo de 1891) fue un general francés, hijo del príncipe Jerónimo Bonaparte y de la princesa Catalina de Wurtemberg.

## Biografía
Nació en Trieste, Imperio austríaco (hoy Italia), y fue conocido como el «Príncipe Napoleón» o «Plon-Plon», fue un cercano consejero de su primo, Napoleón III, y en particular fue visto como un líder defensor de la intervención francesa en Italia favoreciendo las posiciones de Camillo Benso y de los nacionalistas italianos. Fue un anticlerical liberal, guiando a su facción al consejo e intentó influenciar al emperador para que adopte políticas anticlericales, marcadamente en contra de la influencia de la esposa del mismo emperador, la emperatriz Eugenia, una católica devota y conservadora, y de los que anhelaban que las tropas francesas protejan la soberanía del papa en Roma. El emperador intentó conciliar las dos influencias durante el periodo de su reinado.
Su curioso apodo le fue dado afectuosamente por su madre Catalina de Wurtemberg, pero luego ha sido proferido de manera despectiva cuando llegó a ser una figura pública. Hacia el año 1859 aprovechando la misma sonoridad, se le endilgó el sobrenombre «Craint-Plomb» (literalmente en francés: "teme plomo"), que le fueron dichas por el ejército debido a su ausencia en la importante Batalla de Solferino.
Como parte de la política de su primo, de alianza con el reino de Piamonte y Cerdeña, se casó con la princesa María Clotilde de Saboya, hija de Víctor Manuel II, Rey de Cerdeña, con quien tuvo un hijo a quien se le conoció como Víctor, Príncipe Napoleón y sus seguidores le llamaron Napoleón V.
Cuando el príncipe imperial, Eugenio Bonaparte, murió en 1879, el príncipe Napoleón se convirtió en el miembro más importante, en cuanto a genealogía, de la familia Bonaparte, pero se le excluyó de la sucesión, nombrando en cambio a su hijo, Napoleón Victor Jérôme Frédéric Bonaparte llamado Víctor, Príncipe Napoleón, como la nueva cabeza de la familia. No hay duda de qué en esta decisión influyó la madre del Príncipe Imperial por sus opiniones religiosas y políticas. Como resultado el Príncipe Napoleón y su hijo tuvieron una riña por todo el resto de su vida. Napoleón murió en Roma, Italia, a la edad de 69 años.

## Descendencia
El príncipe contrajo matrimonio, por razones de estado, el 30 de enero de 1859 con la princesa italiana María Clotilde de Saboya, quien era 20 años menor que él. La princesa aceptó de mala gana por las presiones de su padre, Víctor Manuel II de Italia. Ambos esposos recibieron 10 años después del enlace el título de Condes de Moncalieri por orden del rey italiano. La unión fue muy infeliz, debido a las infiledidades de Napoleón. Tuvieron, sin embargo, 3 hijos juntos:
- Napoleón Víctor Jerónimo Federico Bonaparte (Napoléon Víctor Jérôme Frédéric Bonaparte). Sucesor a su primo Napoleón Eugenio con el título de Príncipe Bonaparte. Llamado Napoleón V por sus seguidores
- Napoleón Luis José Jerónimo Bonaparte (Napoléon Louis Joseph Jérôme Bonaparte). Teniente general del Imperio ruso y gobernador de Ereván.
- Maria Leticia Bonaparte(7). Duquesa consorte de Aosta por su matrimonio con Amadeo de Saboya.

Su nieto, el príncipe Luis Bonaparte (Bruselas, 1914-1997) fue un pretendiente de la dinastía de Bonaparte, y el hijo de Luis, el príncipe Carlos María Bonaparte (nacido en 1950), es la actual cabeza de la familia para 2020. Carlos Napoleón tiene un hijo, Juan Cristóbal Bonaparte (nacido en 1986) y un hermano, Jerónimo (nacido en 1957), que es soltero. No existen más descendientes legítimos en línea masculina de cualquier otro hermano de Napoleón. Pero hay, sin embargo, un número sustancial de descendientes ilegítimos del mismo Napoleón I, vástagos de su hijo Conde de Colonna-Walewski con María, Condesa Walewska.

## Títulos y tratamientos
Esta tabla aún no está actualizada. Puedes contribuir aportando información sobre títulos y tratamientos de esta persona.

## Distinciones honoríficas
- Caballero Gran Cruz de la Orden de la Legión de Honor ( Segundo Imperio Francés).
- Medalla Conmemorativa de la Campaña de Italia ( Segundo Imperio Francés, 1859).
- 1857: Caballero de la Orden de San Huberto.[1] ( Reino de Baviera)